# Mirjana Ognjenović
Pour les articles homonymes, voir Ognjenovic.
Ne doit pas être confondu avec Svetlana Ognjenović.
Mirjana Ognjenović, née le 17 septembre 1953 à Zagreb en Yougoslavie, aujourd'hui en Croatie, est une handballeuse internationale yougoslave. 
Elle remporte notamment la médaille d'or aux Jeux olympiques de 1984 avec la Yougoslavie.

## Palmarès
Jeux olympiques
- médaille d'or aux Jeux olympiques 1984 à Los Angeles
- médaille d'argent aux Jeux olympiques 1980 à Moscou

Championnats du monde
- 5e place au Championnat du monde 1975
- 5e place au Championnat du monde 1978
- médaille de bronze au Championnat du monde 1982
- 6e place au Championnat du monde 1986